# Unidad Penal 1 de Córdoba
La Unidad Penal 1 de Córdoba (UP1), o penitenciaría San Martín, unidad penal perteneciente al Servicio Penitenciario de la Provincia de Córdoba (Argentina), albergó un centro clandestino de detención durante el terrorismo de Estado en la Argentina en la década de 1970 de la dictadura autodenominada «Proceso de Reorganización Nacional» bajo la conducción de la Junta Militar de Gobierno. Se localiza en Colombres 1300, ciudad de Córdoba.
Dependía de la gobernación de la provincia, a través del Servicio Penitenciario y estaba dentro de la responsabilidad del Área 311, dependiente del Comando de la IV Brigada de Infantería Aerotransportada, que respondía al Comando del III Cuerpo del Ejército Argentino.

## La masacre de 1976
Después del golpe de Estado del 24 de marzo de 1976 (el 2 de abril de ese año), el Servicio Penitenciario entregó la unidad penal a la Compañía Policía Militar 141 y al Regimiento de Infantería Aerotransportado 2 «Grl. Balcarce» del Ejército Argentino. De esta manera, el Ejército se apoderó del penal y lo integró al circuito represivo de Córdoba. Entre abril y octubre de 1976 la fuerza militar fusiló a 31 detenidos en lo que se conoce como la masacre de la UP1.
El 30 de abril, luego de recibir graves tormentos en el D-2 de la Policía de la Provincia de Córdoba, los detenidos María Eugenia Irazusta (29), Eduardo Daniel Bártoli (28) y Víctor Hugo Ramón Chiavarini (22) murieron asesinados por la Policía. El 17 de mayo una comisión del jefe del D-2 sustrajo del penal a seis privados de la libertad aduciendo órdenes de la justicia federal de Córdoba y los asesinó en inmediaciones del establecimiento. Las víctimas fueron Diana Beatriz Fidelman (23), Miguel Ángel Mozé (27), Luis Ricardo Verón (27) Ricardo Alberto Yung (28), Eduardo Alberto Fernández (21) y José Alberto Svagusa (28). Por orden del comandante de la IV Brigada de Infantería Aerotransportada, general Juan Bautista Sasiaiñ, la Policía fusiló el 28 de mayo a otros tres detenidos: José Ángel Pucheta (31), Carlos Alberto Sgandurra (29) y José Osvaldo Villada (30). El 19 de junio otros cuatro detenidos murieron fusilados por militares en Parque Sarmiento. Allí murieron Miguel Ángel Barrera (25), Claudio Aníbal Zorrilla (21), Mirtha Noemí Abdon de Maggi (29) y María Esther Barberis (19). El día 30 personal militar asesinó en la vía pública a Martha del Carmen Rosetti de Arriola (27) y José Cristian Funes (24), por orden del comandante del III Cuerpo de Ejército, general Luciano Benjamín Menéndez.
El 5 de julio personal del RI Aerot 2 hizo desnudar a los presos en el patio; uno de los militares dio una golpiza y luego fusiló a Raúl Augusto Bauducco (28). El 14 de julio un miembro de la Ca PM 141 sometió a una gravísima tortura a José René Moukarzel (26), el cual cayó inconsciente y posteriormente murió en el Hospital Penitenciario.
El 12 de agosto miembros del RI Aerot 2 acabaron con la vida de Miguel Hugo Vaca Narvaja (35), Arnaldo Higinio Toranzo (20) y Gustavo Adolfo de Breuil (23) en un sitio posiblemente cercano a Chateau Carreras. A un cuarto detenido (Eduardo Alfredo de Breuil) dejaron con vida para que presenciara la muerte de sus compañeros.
Por orden del segundo comandante y jefe de Estado Mayor de la IV Brigada de Infantería Aerotransportada, coronel Vicente Meli, personal de esa unidad militar sustrajo del penal y fusiló clandestinamente a Ricardo Daniel Tramontini (21) y Liliana Felisa Páez (25).
El 11 de octubre personal militar, por orden del general Sasiaiñ, fusiló a Pablo Alberto Balustra (33), Jorge Oscar García (26), Oscar Hugo Hubert (34), Miguel Ángel Ceballos (37), Florencio Esteban Díaz (45) y Marta Juana González de Baronetto (26).